# Wydział Lekarski Uniwersytetu Warszawskiego

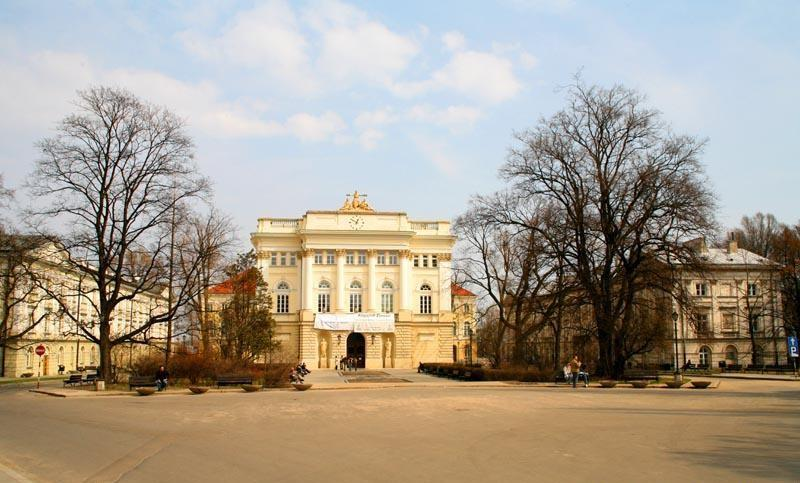
Gmachy Uniwersytetu Warszawskiego przy ul. Krakowskie Przedmieście. Po prawej budynek, w którym siedzibę miał Wydział Lekarski UW (w centrum dawna Biblioteka Główna)

Wydział Lekarski Uniwersytetu Warszawskiego – istniejący w latach 1816–1950 (z przerwami), wydział Uniwersytetu Warszawskiego zajmujący się kształceniem w zakresie nauk medycznych. Na jego bazie w 1950 utworzono Akademię Medyczną w Warszawie (w 2008 przekształconą w Warszawski Uniwersytet Medyczny).
1 września 2022 roku, po ponad 70 letniej przerwie, ponownie utworzony został na Uniwersytecie Warszawskim Wydział Medyczny. Kształcenie na kierunku lekarskim zostało wznowione 1 października 2023 roku.  

## Historia
Należał do grupy pięciu wydziałów powstałych wraz z utworzeniem uniwersytetu w 1816 (obok Wydziału Prawa, Wydziału Filozoficznego, Wydziału Teologicznego oraz Wydziału Nauk i Sztuk Pięknych). Powstał w oparciu o założoną w 1809 Akademię Lekarską w Warszawie, której dziekanem był Jacek Dziarkowski. Wydział składał się z 10 katedr (Anatomii Teoretycznej i Praktycznej oraz Porównawczej; Farmacji, Farmakologii, Chemii Policyjnej i Prawnej; Fizjologii i Dietetyki; Patologii Ogólnej, Historii Medycyny i Propedeutyki; Materii Lekarskiej, Toksykologii i Formularza, czyli Receptury; Chirurgii Teoretycznej; Chirurgii Operacyjnej; Patologii i Terapii Szczegółowej; Położnictwa, Chorób Ciężarnych, Położnic i Nowo narodzonych; Chorób Epizootycznych, Medycyny Prawnej i Policji Lekarskiej. Na wydziale pracowali m.in. Andrzej Franciszek Ksawery Dybek, Emilian Klemens Nowicki i Jan Bogumił Freyer.
W latach 1815–1830 wydział wydał 289 dyplomów lekarskich, chirurgicznych i farmaceutycznych. W 1831 w związku z zamknięciem uniwersytetu po powstaniu listopadowym przestał istnieć także wydział lekarski.
Do spuścizny wydziału nawiązywała utworzona 1 października 1857 Akademia Medyko-Chirurgiczna. Zajęła ona dawny gmach Wydziału Lekarskiego przy ulicy Jezuickiej 73. Zajęcia odbywały się także w Pałacu Kazimierzowskim i w Pałacu Staszica. Stanowisko pierwszego prezydenta Akademii powierzono Rosjaninowi Teodorowi Cycurynowi, które następnie przypadło prof. Andrzejowi Janikowskiemu. W gronie wykładowców znajdowali się ponadto: Tytus Chałubiński, Wiktor Feliks Szokalski, Ludwik Maurycy Hirszfeld, Henryk Hoyer, Aleksander Antoni Le Brun i Polikarp Girsztowt.

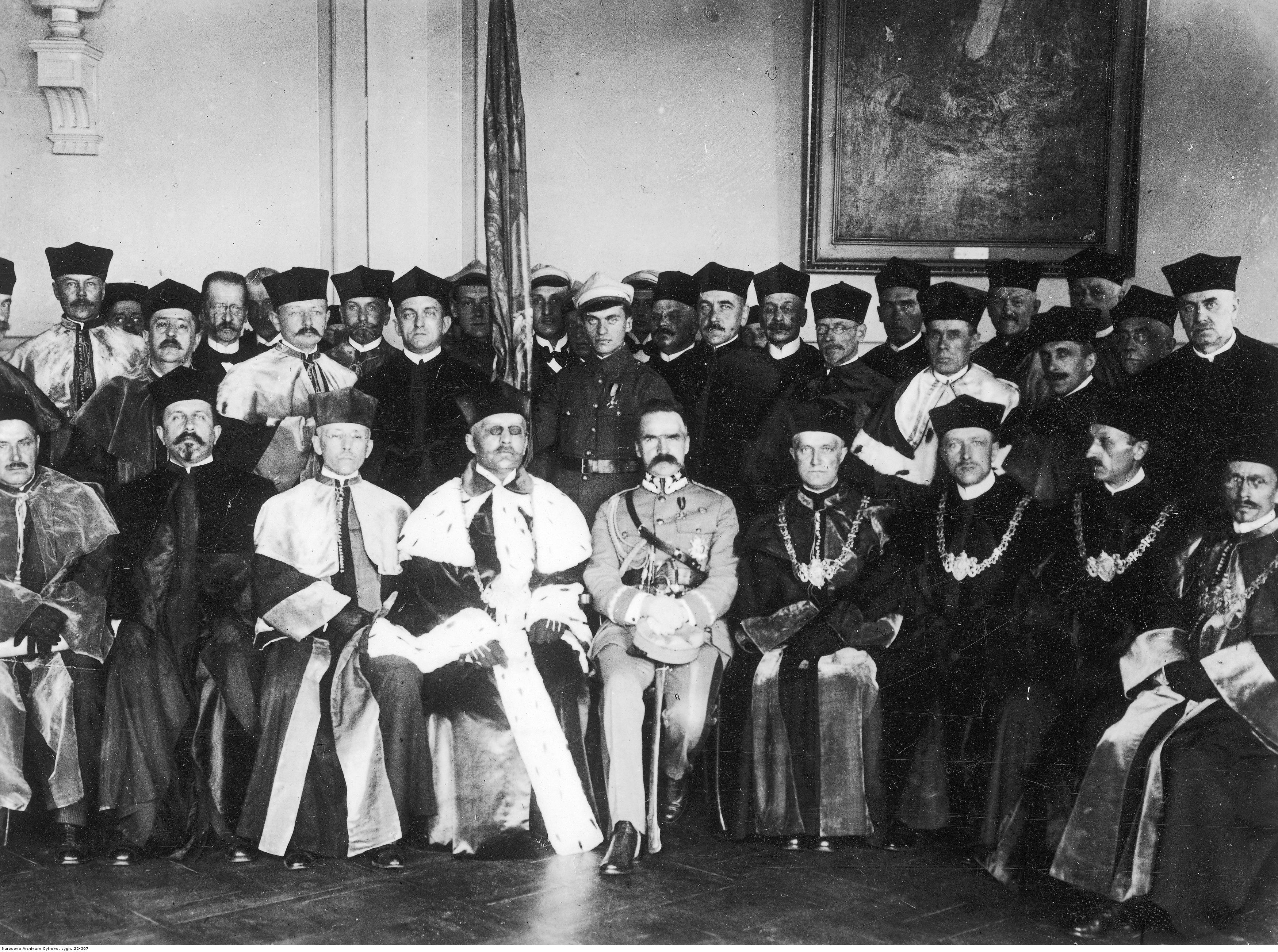
Wręczenie marszałkowi Józefowi Piłsudskiemu doktoratu honoris causa Uniwersytetu Warszawskiego nadanego z wniosku Wydziału Lekarskiego UW

Po wznowieniu działalności uniwersytetu w 1915 przez 10 miesięcy studia medyczne prowadzone były w Oddziale Przygotowawczo-Lekarskim Wydziału Przyrodniczego. Sam Wydział Lekarski zaczął działać 24 sierpnia 1916, a jego dziekanem został Leon Kryński. W 1921 w dziedzinie medycyny nadano doktorat honoris causa Józefowi Piłsudskiemu. W 1926 wyodrębniono z niego Wydział Farmaceutyczny (jego dziekanem został Władysław Mazurkiewicz) a w 1927 Wydział Weterynaryjny.
Po kampanii wrześniowej wydział prowadził działalność w konspiracji począwszy od października 1939. Inicjatorami tajnych kompletów byli Ludwik Antoni Paszkiewicz i Witold Orłowski (zajęcia odbywały się także na terenie getta). Tajnym wydziałem kierował prof. Marian Grzybowski. Część zajęć odbywała się w ramach otwartej 4 marca 1941 za zgodą okupanta Prywatnej Szkoły Zawodowej dla Pomocniczego Personelu Sanitarnego dr. Jana Zaorskiego. Wykładali w niej m.in. Aleksander Elkner, Edward Loth, Jan Zaorski, Franciszek Czubalski, Rajmund Barański, Marian Grzybowski, Jerzy Modrakowski, Władysław Kapuściński, Stanisław Przyłęcki i Maksym Nikonorow (dyrektorem naukowym był prof. Stefan Kopeć). Studiowało w niej około 1900 osób.
Po kapitulacji powstania warszawskiego tajne komplety dla studentów medycyny odbywały się w ewakuowanych szpitalach warszawskich w Milanówku, Brwinowie i Grodzisku Mazowieckim. W listopadzie 1944 w wydział rozpoczął jawną działalność na uwolnionej od hitlerowców Pradze. Dziekanem został prof. Tadeusz Butkiewicz. Podczas wojny spośród 23 profesorów wykładających w 1939 zginęło lub zmarło 12.
Wiosną 1950 Wydział Lekarski wraz z Wydziałem Farmaceutycznym zostały usunięte z uniwersytetu i utworzono z nich Akademię Medyczną w Warszawie.
Z dniem 1 września 2022 utworzony został wydział medyczny.
Spośród profesorów wydziału, rektorami Uniwersytetu Warszawskiego zostali wybrani:
- prof. Józef Brudziński, pediatra (1915–1917)
- prof. Jan Mazurkiewicz, psychiatra (1921–1922)
- prof. Franciszek Krzyształowicz, dermatolog (1924–1925)
- prof. Mieczysław Michałowicz, pediatra (1930–1931)
- prof. Jerzy Modrakowski, farmakolog (wybrany w 1939)
- prof. Franciszek Czubalski, fizjolog (1945–1949)[3]

## Dziekani
- Hiacynt Dziarkowski
- Andrzej Franciszek Ksawery Dybek
- Jan Bernard Mile
- Włodzimierz Brodowski (od 1869)

Według:
- Leon Kryński (1916–1917)
- Władysław Mazurkiewicz (1917–1919)
- Jan Mazurkiewicz (1919–1920)
- Antoni Władysław Gluziński (1920–1921)
- Kazimierz Rzętkowski (1921–1922)
- Mieczysław Michałowicz (1922–1923)
- Józef Hornowski (1923)
- Franciszek Czubalski (1923–1924)
- Adam Ferdynand Czyżewicz (1924–1926)
- Jerzy Modrakowski (1926–1927)
- Mieczysław Konopacki (1927–1928)
- Roman Nitsch (1928–1929)
- Kazimierz Orzechowski (1929–1930)
- Antoni Leśniowski (1930–1931)
- Ludwik Antoni Paszkiewicz (1931–1932)
- Wiktor Grzywo-Dąbrowski (1932–1933)
- Feliks Erbrich (1933–1934)
- Franciszek Czubalski (1934)
- Franciszek Venulet (1935)
- Witold Eugeniusz Orłowski (1935–1936)
- Adam Ferdynand Czyżewicz (1936–1937)
- Mieczysław Konopacki (1937–1938)
- Wiktor Grzywo-Dąbrowski (1938–1939)
- Stanisław Przyłęcki (1939)
- Jan Lauber (1939–1940)
- Wiktor Grzywo-Dąbrowski (1940–1943)
- Witold Gądzikiewicz (1943–1944)
- Witold Eugeniusz Orłowski (1944)
- Tadeusz Butkiewicz (1944–1945)
- Franciszek Czubalski (1945–1947)
- Antoni Dobrzański (1947–1949)

## Doktorzyhonoris causaUW z wniosku Wydziału Lekarskiego
Z wniosku Wydziału Lekarskiego doktorami honoris causa Uniwersytetu Warszawskiego zostali:
- 1921: Józef Piłsudski, Władysław Stankiewicz
- 1924: Tadeusz Browicz
- 1931: Bogdan Hutten-Czapski
- 1937: Constantin Anghelescu
- 1938: Edward Śmigły-Rydz

## Siedziba
Do 1831 wydział miał siedzibę przy ul. Jezuickiej 73 (z gmachu tego korzystała także Akademia Medyko-Chirurgiczna działająca po likwidacji wydziału od 1857). Od 1862 głównym gmachem wydziału był Pałac Staszica.
Pod koniec XIX wieku wydział miał siedzibę w budynku po prawej stronie Biblioteki Głównej przy Krakowskim Przedmieściu. Część jego klinik znajdowała się przy ul. Teodora, a pozostałe w Szpitalu Dzieciątka Jezus, Szpitalu św. Ducha, Szpitalu św. Jana Bożego i Szpitalu św. Łazarza.
Pod koniec 1944, przed wyparciem Niemców z lewobrzeżnej Warszawy, wznowiony na Pradze wydział zaczął działalność w Szpitalu Przemienienia Pańskiego i zajmował pomieszczenia szkolne przy ul. Boremlowskiej 8/12 (tzw. Akademia Boremlowska). W 1945 siedzibą wydziału stał się odbudowywany gmach Medycyny Teoretycznej na terenie głównego kampusu uniwersyteckiego. Wydział zajął budynek Collegium Anatomicum oraz pomieszczenia w Państwowym Zakładzie Higieny. Kliniki znajdowały się w Szpitalu Dzieciątka Jezus oraz w Szpitalu Przemienienia Pańskiego (Praskim).